# Mathura
Mathura là một thành phố và là nơi đặt ban đô thị (municipal board) của quận Mathura thuộc bang Uttar Pradesh, Ấn Độ.

## Địa lý
Mathura có vị trí 27°30′B 77°41′Đ / 27,5°B 77,68°Đ Nó có độ cao trung bình là 174 mét (570 feet).

## Nhân khẩu
Theo điều tra dân số năm 2001 của Ấn Độ, Mathura có dân số 298.827 người. Phái nam chiếm 53% tổng số dân và phái nữ chiếm 47%. Mathura có tỷ lệ 61% biết đọc biết viết, cao hơn tỷ lệ trung bình toàn quốc là 59,5%: tỷ lệ cho phái nam là 67%, và tỷ lệ cho phái nữ là 53%. Tại Mathura, 14% dân số nhỏ hơn 6 tuổi.